# Bakonyszombathely
Bakonyszombathely [bakoňsombathej] (německy Deutschmarkt) je velká vesnice v Maďarsku v župě Komárom-Esztergom, spadající pod okres Kisbér. Nachází se asi 4 km jihozápadně od Kisbéru. Žije zde přibližně 1 300 obyvatel, z nichž jsou (podle údajů z roku 2015) 78 % Maďaři, 0,8 % Romové a 0,7 % Němci. Vesnice má jeden z nejdelších názvů v Maďarsku (17 písmen).
Sousedními vesnicemi jsou Ácsteszér, Bakonybánk, Bársonyos, sousedním městem Kisbér.